# Sandhaufen

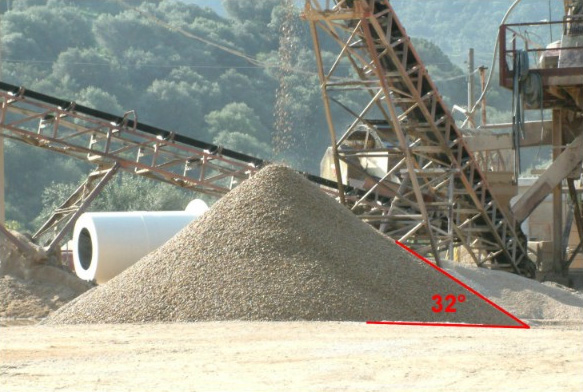
Sand- oder Kieshaufen mit Schüttwinkel von 32°

Ein Sandhaufen ist ein Schüttgut-Haufen aus Sand. Er besteht aus einer großen Menge von kleinen, annähernd gleich großen, abgerundeten Objekten. Die Sandkörner lassen sich gegen ihre Nachbarn nur durch Überwindung von Reibung verschieben und zeigen damit gewissermaßen Adhäsion. Ein Sandhaufen widerspricht der Erwartung, dass die Körner wie Kugeln gegeneinander abrollen.
Der Schüttwinkel eines Sandhaufens ist eine wichtige Kenngröße. Er lässt sich nicht über eine kritische Größe von ca. 28°-34° hinaus steigern, abhängig von der Korngröße und der Feuchtigkeit des Sandes. Wird dieser kritische Schüttwinkel überschritten, so treten kleine Lawinen auf, die wieder einen stabilen Zustand herstellen. Sandhaufen bilden ein einfaches Beispiel für die selbstorganisierte Kritikalität.

## Verwandte Themen
Die Paradoxie des Haufens basiert auf der ungenauen Definition des Begriffes Haufen.